# Barrage de Sarrat
Le barrage de Sarrat ou barrage Sarrat (arabe : سد سراط) est un barrage tunisien situé sur l'oued Sarrat, à environ 45 kilomètres au sud-ouest du Kef, en aval d'un bassin versant de 1 850 km2.
Il peut retenir jusqu'à 21 millions de mètres cubes d'eau dont 200 000 mètres cubes destinés à l’approvisionnement en eau potable. Il doit servir à irriguer 4 500 hectares dans les délégations de Jérissa, Kalâat Khasba, Kalaat Senan et Tajerouine et renforcer les réserves d’eau potable.
Les travaux démarrent en 2007 et se terminent en 2016, alors qu'ils devaient être achevés, selon les projections initiales, avant la fin 2012.